# Josef rytíř Müller z Jiřetína
Josef Müller, též Josef rytíř Müller z Jiřetína či Josef Müller z Jiřetína (29. června 1792 Jiřetíně pod Jedlovou – 26. ledna 1862 Vídeň) byl český úředník a politik, v letech 1839 až 1848 purkmistr Prahy.
V roce 1817 absolvoval právnickou fakultu Karlo-Ferdinandovy univerzity v Praze. Po studiích hned začal pracovat na pražském magistrátu, z pozice praktikanta se vypracoval na magistrátního radu. V letech 1836 až 1839 pracoval jako rada na Všeobecném apelačním soudu v Praze.
V roce 1839 se stal pražským pukrmistrem, v roce 1845 byl povýšen do šlechtického stavu s predikátem "Z Jiřetína". V době jeho pražské funkce bylo např. postaveno novogotické křídlo Staroměstské radnice, otevřen Most císaře Františka I. (jako pražský most přes Vltavu po Karlově mostě), postaveno Smetanovo nábřeží (tehdy nábřeží císaře Františka I.), zprovozněno první veřejné osvětlení či zprovozněno první pražské nádraží, koncová stanice Severní státní dráhy, která Prahu připojila na železniční síť.
Během událostí v roce 1848 se Müller jako reakci na Svatováclavský výbor pokusil svolat shromáždění konzervativních německých měšťanů a usiloval o zaslání loajální vzdoropetice císaři Ferdinandovi I., později se však této myšlenky vzdal a naopak se snažil dosáhnout kooptace do Svatováclavského výboru. Po vyhlášení voleb do nového pražského městského výboru abdikoval.
Po ukončení svého pražského působení pracoval na Všeobecném apelačním soudu v Brně a na Nejvyšším soudě ve Vídni.